# Frank Raymond Leavis
Frank Raymond Leavis (Cambridge, 14 luglio 1895 – 14 aprile 1978) è stato un critico letterario e insegnante britannico.

## Biografia
F.R. Leavis, come si firmava, fu uno dei più importanti e controversi critici della sua generazione, nato appena qualche anno dopo T.S. Eliot, James Joyce, D.H. Lawrence ed Ezra Pound, alla cui reputazione di grandi scrittori contribuì decisamente. Suo padre, Harry Leavis, era un uomo colto e riservato che aveva un piccolo negozio di strumenti musicali a Cambridge. Frank frequentò la "Perse School", una scuola privata dove si insegnava greco e latino. Tuttavia Leavis capì che solo con la propria lingua avrebbe potuto parlare e scrivere con sufficiente autorità e decise di studiare l'inglese e la sua letteratura.
Leavis aveva 19 anni quando scoppiò la prima guerra mondiale e dovette essere richiamato, anche se, volendo evitare di sentirsi responsabile di omicidi, andò volontario a fare il militare come infermiere d'ambulanza, un servizio organizzato per gli obiettori di coscienza. Portandosi dietro un libro con le poesie di John Milton venne mandato in Francia, appena dietro il fronte contro i tedeschi.
Alla fine della guerra dovette spendere molto tempo per riuscire a reintegrarsi e far smettere gli incubi e l'insonnia di cui soffriva. Comunque, dopo l'esperienza del fronte, a parte poche altre visite in altre università come conferenziere, rimase per tutta la vita a Cambridge, dove insegnò fino al pensionamento nel 1962.
Frequentò l'"Emmanuel College", dove studiò anche storia, ma privilegiando sempre la letteratura inglese (tra i suoi insegnanti Arthur Quiller-Couch), sulla quale ottenne un PhD nel 1924, con una tesi su The Relationship of Journalism to Literature. Dal 1927 al 1931 fu lettore presso il Downing College, dove nel 1936 fu assistente. Erano tutti lavori precari, ma che svolgeva con dedizione, dando ai propri scritti il taglio stilistico dei saggi di matrice universitaria. Man mano che si sentì meno dipendente dalla ricerca di lavoro, i saggi si fecero più liberi, decisi e incisivi.
Nel 1929 sposò una sua studentessa, Queenie Dorothy Roth, poi autrice dello studio sociologico Fiction and the Reading Public, con la quale si aiutarono a vicenda nello sviluppare senso critico e fondarono (con altri studenti e amici, tra cui I.A. Richards) il trimestrale "Scrutiny" del quale Leavis fu direttore fino al 1953.
Lo stesso anno della fondazione della rivista, pubblicò New Bearings in English Poetry (1932), presso la giovane casa editrice "The Minority Press", fondata nel 1930 da Gordon Fraser, suo ex-studente, la quale divenne in qualche modo la sede per pubblicare le sue ricerche e quelle del suo gruppo, che sostenevano i lavori, oltre ai citati, di Gerard Manley Hopkins, William Butler Yeats ecc. L'idea di fondo, in aperto contrasto con la tradizione della poesia victoriana e con il Bloomsbury Group, era che la poesia non va vista come un prodotto estetico sganciato dalla società e legato alla sola espressività dell'autore, ma va legata a una tradizione intellettuale e a un canone come luogo d'esercizio del gioco (o wit) cosciente più che della sensibilità istintiva.
Nel 1933 pubblicò For Continuity (una scelta di articoli dalla rivista), nel 1936 Revaluation (che guardava al romanzo, dando nuova importanza a Jane Austen, George Eliot, Henry James e Joseph Conrad come promotori di visioni morali),
Intanto aveva riflettuto (con Denys Thompson) sul mestiere di critico in Culture and the Environment. The Training of Critical Awareness (1933), un libro che difendeva il ruolo elitario delle proprie scelte, come aveva fatto nel pamphlet precedente Mass Civilization and Minority Culture (1930) con rinnovata polemica d'ordine morale.
Sulla stessa linea scrisse Education and the University (1943), poi rinnovato in English Literature in Our Time and the University (1969), laddove vedeva nell'università (e in particolare quella inglese) il centro d'eccellenza per la formazione delle coscienze.
In The Great Tradition (1948), si trovò a insistere sull'interesse del lavoro letterario rispetto alla società, sostenendo che gli scrittori di valore hanno una preoccupazione morale verso la vita e non si perdono in speculazioni filosofiche di natura estetica. La società per Leavis è una comunità organica dove il lavoro, se non alienato per la presenza di macchine, ha a che fare con la vita, e la scrittura è artigianato, né privato né pubblico (come polemizzò con René Wellek e molti anni dopo con Charles Percy Snow), né tanto meno valore di solo mercato.
Il suo disprezzo verso Laurence Sterne e Thomas Hardy, come pure di Charles Dickens (sul quale cambiò parere anni dopo in Dickens the Novelist, 1970) è quello di chi non vuole che la letteratura sia intrattenimento o spettacolo. Ma nemmeno vorrebbe che sia pura scienza, come scrisse nell'introduzione a Mill on Bentham and Coleridge (1950, raccolta a cui fornì curatela), o introspezione sradicata dalla società, come scrisse ancora in The Common Pursuit (1952). L'idea di Leavis è che la letteratura sia un "terzo reame", tra sogni troppo privati e oggettività troppo astratta.
Dal 1962, dopo il pensionamento, tenne ancora sporadiche lezioni all'Università di Bristol, all'University of Wales e all'University of York.
I suoi ultimi libri di critica furono Nor Shall My Sword (1972), The Living Principle (1975) e Thought, Words and Creativity (1976), in genere considerati minori e di ripetizione dei concetti espressi in precedenza.
Morì a 82 anni, tre anni prima della moglie. Postumi uscirono la raccolta The Critic as Anti-Philosopher: Essays & Papers (1982, a cura di Ghan Singh) e F.R. Leavis: Essays and Documents (1995, a cura di Ian MacKillop e Richard Storer).